# Silniční galerie v Žabovřeské
Silniční galerie v Žabovřeské je silniční galerie v Brně v ulici Žabovřeské na silnici I/42, která tvoří Velký městský okruh. Nachází se z velké většiny na území městské části Brno-Žabovřesky, menší jižní část spadá do katastrálního území Pisárky v rámci městské části Brno-střed. Stavba galerie souvisela s přestavbou dvoupruhové Žabovřeské ulice, procházející zde úzkým průlomovým údolím řeky Svratky pod příkrým a skalnatým svahem Wilsonova lesa, na čtyřpruhovou silnici. Pravý jízdní pás (celá jednosměrná galerie) byl provizorně obousměrně uveden do provozu 1. srpna 2023, plné zprovoznění galerie proběhlo 18. listopadu 2024.

## Popis
Galerie byla vybudována v rámci stavby „VMO Žabovřeská I, 2. etapa“, která začala na konci roku 2020. V rámci ní se přestavoval dopravní koridor v úzkém údolí Svratky v prostoru zaniklé osady Kamenný Mlýn a severně od ní. Dvoupruhová ulice Žabovřeská, součást Velkého městského okruhu, byla nahrazena čtyřpruhovou, směrově dělenou silnicí, která navazuje na již dříve realizované okolní úseky. Vzhledem k omezenému prostoru musela být souběžná tramvajová trať z Pisárek do Komína přesunuta do nového tramvajového tunelu pod Wilsonovým lesem (zprovozněn v květnu 2023), a na její původní místo mohla být rozšířena silnice. V nejužším hrdle pak musel být pravý jízdní pás (ve směru do Žabovřesk) zakryt jednostrannou silniční galerií o délce 248 m, na kterou přímo navazuje obousměrná galerie o délce 80 m, která vytváří nepřerušený biokoridor mezi Wilsonovým lesem a Svratkou. Celá galerie tak má délku 328 m.